# Thân vương quốc Transylvania (1570–1711)
Thân vương quốc Transylvania (tiếng Hungary: Erdélyi Fejedelemség; tiếng La Tinh: Principatus Transsilvaniae; tiếng Đức: Fürstentum Siebenbürgen; tiếng Romania: Principatul Transilvaniei / Principatul Ardealului; tiếng Thổ Nhĩ Kỳ: Erdel Voyvodalığı / Transilvanya Prensliği) là một quốc gia bán độc lập được cai trị chủ yếu bởi các Thân vương người Hungary. Lãnh thổ của nó, ngoài các vùng đất truyền thống của Transylvania, còn bao gồm một thành phần chính khác được gọi là Partium, trong một số thời kỳ, lãnh thổ của nó có kích thước tương đương với Transylvania thực sự. Việc thành lập thân vương quốc được kết nối với Hiệp ước Speyer. Tuy nhiên, địa vị của Stephen Báthory với tư cách là vua Ba Lan cũng góp phần tạo nên tên gọi Thân vương quốc Transylvania. Nó thường nằm dưới quyền thống trị của Đế quốc Ottoman, mặc dù thân vương quốc này thường là chư hầu của 2 thế lực Á-Âu (các sultan Thổ Nhĩ Kỳ Ottoman và Quân chủ Habsburg) trong thế kỷ XVI và XVII.
Thân vương quốc tiếp tục là một phần của Lãnh thổ vương quyền Hungary và là biểu tượng cho sự tồn tại của chế độ nhà nước Hungary. Nó đại diện cho lợi ích của Hungary chống lại sự xâm lấn của Habsburg ở Vương quốc Hungary do Habsburg cai trị. Luật truyền thống của Hungary phải được tuân thủ nghiêm ngặt trong thân vương quốc; hơn nữa, nhà nước chủ yếu theo đạo Tin lành. Sau thời kỳ bất ổn của Chiến tranh giành độc lập Rákóczi, nó nằm dưới quyền của Quân chủ Habsburg.

## Bối cảnh

### Vương quốc Đông Hungary và gia tộc Zápolya
Vào ngày 29 tháng 8 năm 1526, quân đội của Sultan Suleiman của Đế quốc Ottoman đã gây ra một thất bại quyết định cho lực lượng Hungary tại Trận Mohács. John Zápolya đang trên đường đến chiến trường với đội quân khá lớn của mình nhưng không tham gia trận chiến mà không rõ lý do. Vị vua trẻ tuổi Louis II của Hungary và Bohemia đã ngã xuống trong trận chiến, cũng như nhiều binh lính của ông. Khi Zápolya được tuyên bố là vua của Hungary, Ferdinand từ Nhà Habsburg cũng lên ngôi. Trong cuộc đấu tranh sau đó, John Zápolya nhận được sự ủng hộ của Sultan Suleiman, người sau cái chết của Zápolya vào năm 1540, đã chiếm Buda và miền trung Hungary vào năm 1541 với lý do bảo vệ con trai của Zápolya, John Sigismund Zápolya. Hungary lúc này được chia thành ba phần: Hoàng gia Hungary ở phía Tây và phía Bắc, Hungary thuộc Ottoman, và Vương quốc Đông Hungary dưới quyền thống trị của Ottoman, sau này trở thành Thân vương quốc Transylvania, nơi ảnh hưởng của Áo và Thổ Nhĩ Kỳ tranh giành quyền tối cao trong gần 2 thế kỷ. Các nhà cai trị người Hungary ở Transylvania đã sử dụng chính sách hai mặt để bảo toàn nền độc lập.
Transylvania được quản lý bởi Isabella, mẹ của John Sigismund, từ 1541 đến 1551, khi nó rơi vào sự cai trị của Habsburg (1551–1556). Nhà Zapolya giành lại quyền kiểm soát Transylvania vào năm 1556, khi Nghị viện Szászsebes bầu chọn Sigismund làm Thân vương xứ Transylvania.
Transylvania giờ đã nằm ngoài tầm với của chính quyền Công giáo, cho phép Giáo hội Luther và Thần học Calvin phát triển mạnh mẽ. Năm 1563, Giorgio Blandrata được bổ nhiệm làm ngự y của triều đình, và những tư tưởng tôn giáo cấp tiến của ông ngày càng ảnh hưởng đến cả vị vua trẻ John II và giám mục theo chủ nghĩa Calvin Ferenc Dávid, cuối cùng chuyển cả hai sang tín ngưỡng Chống Chúa Ba Ngôi (Unitarian). Trong một cuộc tranh luận công khai chính thức, Ferenc Dávid đã thắng Péter Melius Juhász theo chủ nghĩa Calvin; dẫn đến việc chính thức áp dụng quyền tự do biểu đạt tôn giáo của cá nhân vào năm 1568 theo Sắc lệnh Torda. Đây là sự đảm bảo pháp lý đầu tiên đối với tự do tôn giáo ở Châu Âu theo Cơ đốc giáo, nhưng chỉ dành cho những người theo Giáo hội Luther, những người theo Thần học Calvin, những người theo chủ nghĩa thống nhất và tất nhiên là những người Công giáo, lời thú nhận của Cơ đốc giáo Chính thống được "khoan dung" mà không có sự bảo đảm pháp lý nào.